# Isole Riau (arcipelago)
Le isole Riau (in indonesiano Kepulauan Riau) sono un gruppo di isole indonesiane al largo della costa orientale di Sumatra, nell'arcipelago malese.
Insieme alle isole Lingga, Anambas e Natuna costituiscono l'omonima provincia delle Isole Riau (Provinsi Kepulauan Riau).

## Geografia
Il gruppo di isole si trova nella parte meridionale dello stretto di Singapore, al confine tra il mar Cinese Meridionale e lo stretto di Malacca. A nord delle isole Riau si trova Singapore e a sud di esse vi sono le isole Lingga.
L'isola più grande (e più orientale) dell'arcipelago, con una superficie di 1866 km², è Bintan, mentre quella più popolosa è Batam, dove sorge l'omonima città di Batam, che, con oltre un milione di abitanti, è il centro economico dell'arcipelago. Altre grandi isole sono, ad ovest, Karimun e Kundur, al largo della costa di Sumatra. Poi più ad est, a sud di Singapore, troviamo Sugibawah e Durian Besah, Sugi, Combol e Citlim, Kapalajernih, Bulan, Rempang e Galang. Il capoluogo dell'arcipelago e, allo stesso tempo, della provincia è Tanjung Pinang sull'isola di Bintan.

## Storia
Le isole Riau sono situate lungo una delle più antiche rotte commerciali marittime del mondo, quella che collega la Cina all'India e al Medio Oriente. A Pasir Panjang, sull'isola di Karimun, è stata rinvenuta un'iscrizione buddhista che gli archeologi fanno risalire al IX secolo. Secondo la tradizione, Parameswara, un principe del regno di Srivijaya nel sud di Sumatra, dopo aver rifiutato la sovranità del regno di Majapahit nell'est dell'isola di Giava, trovò rifugio sull'isola di Temasek (l'attuale Singapore), ma si stabilì infine sulla costa occidentale della penisola malese verso il 1400 e fondò Malacca. Nel 1511, una flotta portoghese, partita da Goa in India sotto il comando del viceré Alfonso de Albuquerque, si impadronì di Malacca, che nel frattempo era divenuta il porto più grande del Sud-est asiatico. Il sultano Mahmud si rifugiò sull'isola di Bintan, ma i portoghesi misero a ferro e fuoco il posto nel 1526. Il sultano, allora, fondò una nuova capitale a Johor, all'estremità meridionale della penisola malese.
Il trattato di Londra del 1824, siglato da britannici e olandesi, accordò a questi ultimi il controllo dei territori rivendicati dagli europei a sud di Singapore, fondata nel 1819 da Thomas Stamford Raffles. Le isole Riau si ritrovarono così separate dal sultanato di Johor. Più in generale, questo trattato segnò la separazione del mondo malese in due parti, una in Malesia e l'altra nelle Indie orientali olandesi. Le isole entrarono nei possedimenti della Compagnia olandese delle Indie orientali e, dopo l'indipendenza del 1949, andarono a far parte dell'Indonesia.
Nel 1989 il primo ministro di Singapore, Lee Kuan Yew, propose l'istituzione di un triangolo industriale, denominato SIJORI (dall'acronimo di Singapore, Johor e Riau), e fu firmato un accordo di partenariato. Ciò ha consentito lo sviluppo economico della regione, ma ha consentito anche a Singapore di mettere le mani sulle risorse economiche delle Riau.